# Scherma ai X Giochi panamericani
I Giochi Panamericani di scherma del 1987 si sono svolti a Indianapolis, negli Stati Uniti e hanno visto lo svolgimento di 9 gare, 6 maschili e 3 femminili.

## Podi

### Uomini
| Evento      | Oro                                                                     | Argento                                                                                    | Bronzo                                                                              |
| Spada       |                                                                         |                                                                                            |                                                                                     |
| Individuale | Carlos Pedroso                                                          | Wilfredo Loyola                                                                            | Jean-Marc Chouinard                                                                 |
| A squadre   | Cuba Carlos Pedroso Wilfredo Loyola Lázaro Castro Pedro Merencio        | Stati Uniti Stephen Trevor Lee Shelley Robert Marx Robert Stull                            | Colombia Mauricio Rivas Francisco Pinto Joaquin Pinto Juan Miguel Paz               |
| Fioretto    |                                                                         |                                                                                            |                                                                                     |
| Individuale | Guillermo Betancourt                                                    | Tulio Díaz                                                                                 | Michael Marx                                                                        |
| A squadre   | Cuba Guillermo Betancourt Tulio Díaz Oscar García Efigenio Favier       | Canada Stephen Angers Benoît Giasson Luc Rocheleau Dan Nowosielski Michel Dessureault      | Stati Uniti Michael Marx Peter Lewison Gregory Massialas David Littell              |
| Sciabola    |                                                                         |                                                                                            |                                                                                     |
| Individuale | Jean-Paul Banos                                                         | Peter Westbrook                                                                            | Jean-Marie Banos                                                                    |
| A squadre   | Cuba José Laverdecia Jorge Trejo Carlos Trejo Walfrido Mola Jesús Ortiz | Stati Uniti Peter Westbrook Robert Cottingham Steve Mormando Michael Lofton Paul Friedberg | Canada Wulfe Balk Jean-Marie Banos Jean-Paul Banos Leszek Nowosielski Luc Rocheleau |

### Donne
| Evento      | Oro                                                                        | Argento                                                                    | Bronzo                                                         |
| Spada       |                                                                            |                                                                            |                                                                |
| Individuale | Tamara Esteri                                                              | Yamila Figueroa                                                            | Vincent Bradford                                               |
| Fioretto    |                                                                            |                                                                            |                                                                |
| Individuale | Caitlin Bilodeaux                                                          | Madeleine Philion                                                          | Caridad Estrada                                                |
| A squadre   | Stati Uniti Caitlin Bilodeaux Elaine Cheris Mary O'Neill Sharon Monplaisir | Cuba Bárbara Hernández Caridad Estrada Edelmis Márquez Hildelisa Rodríguez | Messico Fabiana López Maria Lozano Pilar Roldán Blanca Estrada |

## Medagliere
| #      | Nazione     | Oro | Argento | Bronzo | Totale |
| ------ | ----------- | --- | ------- | ------ | ------ |
| 1      | Cuba        | 6   | 4       | 1      | 11     |
| 2      | Stati Uniti | 2   | 3       | 3      | 8      |
| 3      | Canada      | 1   | 2       | 3      | 6      |
| 4      | Colombia    | 0   | 0       | 1      | 1      |
| 4      | Messico     | 0   | 0       | 1      | 1      |
| Totale | Totale      | 9   | 9       | 9      | 27     |